# Bunhe
Bunhe (in ucraino Бунге?; in russo Бунге?, Bunge), fino all'11 maggio 2016 Junokomunarivs'k (in ucraino Юнокомунарівськ?; in russo Юнокоммунаровск?, Junokommunarovsk), è un centro abitato dell'Ucraina, situato nell'oblast' di Donec'k.